# Snassz Vegas!
A Snassz Vegas! az Irigy Hónaljmirigy 1998-ban megjelent albuma. A Mahasz Top 40 lemezeladási listán a megjelenés után egy hónappal ért fel a csúcsra a Snassz Vegas!, később pedig 50 000 eladott példány után platinalemez lett.

## Az album dalai
1. Indián srác
2. Tátogok, mint a hal
3. Ég a belem
4. Lökhárító
5. Olyan vagy, mint a fütyülőm
6. Tompika
7. Kannibál Anna-bál
8. Los Aluljáros
9. Rasta Paszta
10. Whiskey-s üvegek
11. Szakad a szalag
12. Rum a tejbe
13. Spájz Görlz vagyok
14. Sustorgós szavak
15. Miért kell?
16. Naplemente

## Külső hivatkozás
- http://www.mirigy.hu/Snassz-Vegas Archiválva 2014. október 22-i dátummal a Wayback Machine-ben